# Conophyma shumakovi
Conophyma shumakovi is een rechtvleugelig insect uit de familie Dericorythidae. De wetenschappelijke naam van deze soort is voor het eerst geldig gepubliceerd in 1986 door Naumovich.